# Tín hiệu nhu cầu
Tín hiệu nhu cầu là một thông điệp được phát ra trong các hoạt động kinh doanh hoặc trong chuỗi cung ứng để thông báo cho nhà cung cấp rằng hàng hóa là bắt buộc, và do đó là một mục thông tin chính cho các nhà hoạch định nhu cầu trong một doanh nghiệp.

## Bối cảnh
Trong sản xuất Just-in-time  hoặc các hoạt động bối cảnh, một tín hiệu nhu cầu xác định nhu cầu về vật liệu mới và gây ra một giao hàng từ một cửa hàng nội bộ hoặc một nhà cung cấp bên ngoài.  Hệ thống Kanban sử dụng thẻ ('Thẻ Kanban') để đánh dấu mức chứng khoán mà tại đó tín hiệu bổ sung cần được phát ra.  Thẻ Kanban là thành phần chính của hệ thống kanban vì chúng báo hiệu sự cần thiết phải di chuyển nguyên liệu trong cơ sở sản xuất hoặc di chuyển vật liệu từ nhà cung cấp bên ngoài vào cơ sở sản xuất.  Thẻ kanban thực chất là một thông điệp báo hiệu sự cạn kiệt của sản phẩm, bộ phận hoặc hàng tồn kho.  Khi nhận được, kanban kích hoạt bổ sung sản phẩm, bộ phận hoặc hàng tồn kho đó.  Do đó, việc tiêu thụ thúc đẩy nhu cầu sản xuất nhiều hơn và thẻ kanban báo hiệu nhu cầu về nhiều sản phẩm hơn - vì vậy thẻ kanban giúp tạo ra một hệ thống theo nhu cầu.
Trong ngữ cảnh của hệ thống hoạch định nguồn lực doanh nghiệp (ERP), tín hiệu nhu cầu có chức năng như dữ liệu chi tiết cho thấy các yêu cầu riêng biệt để cung cấp hoặc sử dụng tài nguyên.  Quản lý tín hiệu nhu cầu (DSiM) cung cấp một phương tiện hài hòa dữ liệu nhu cầu để có thể sử dụng nó trong lập kế hoạch nhu cầu.  Tín hiệu nhu cầu phải tập hợp dữ liệu về doanh số bán hàng thực tế và ngày về nhu cầu chưa được thực hiện để có hiệu quả.